# متلازمة كبدية كلوية
المتَلازِمَةٌ الكَبِدِيّةٌ الكُلْوِيةّ (بالإنجليزية: Hepatorenal Syndrome)، تعرف اختصاراً م.ك.ك (بالإنجليزية: HRS) وهو الاسم الأكثر شيوعاً، هي شكل فريد من إصابات الفشل الكلوي تظهر لدى مصابي المراحل المتطورة من تليف الكبد، وهي تنجم عن تضيق الأوعية الدموية المغذية للكلى وتوسع الأوعية الدموية المغذية لكل من الجهاز الهضمي والكبد والبنكرياس (بالإنجليزية: Splanchnic Circulation) وتحدث هذه الإصابة في غياب شذوذ نسيجي حقيقي ومؤثر ضمن الكلى. فتوسع الأوعية المغذية للجهاز الهضمي يؤدي إلى نقص في انسياب الدم ضمن الكلى وهو ما يتمظهر بحده الأقصى على شكل تضيق في الشريان المغذي للكلى. يجب الانتباه أنه وعلى الرغم من غياب بروتينات بلازما الدم، تستمر الوظيفة الأنبوبية في الكلى طالما لم يحدث تغيرات نسيجية ضمن الكلى.
تم تحديد نوعين فرعيين من HRS: النوع الأول هو الفشل الكلوي المتدرج بسرعة، حيث يمكن تمييزه بواسطة تضاعف معدل الكرياتينين في مصل الدم الأولي إلى مستوى أعلى من 2.5 ملغ/دل أو عن طريق انخفاض تصفية الكلى للكرياتينين إلى 50% من مستوياته وصولاً إلى تصفية بمعدل أقل من 20 مل/دقيقة، وذلك في مدة لا تتعدى الأسبوعين. النوع الثاني تدهور ثابت أو بطيء للفشل الكلوي وبتركيز الكرياتينين في مصل الدم يصل إلى مقدار أعلى من 1.5 ملغ/دل.

## ملخص
تعرف متلازمة الكبدية الكلوية حتى الآن، بأنها نوع من الفشل الكلوي الوظيفي في المرضى الذين يعانون من أمراض الكبد وارتفاع ضغط الدم البابي وتشكل ذروة التغيرات في الدورة الدموية الجهازية المرتبطة مع بوابة ارتفاع ضغط الدم. مع أنه في التشخيص تظهر الكلى سليمة شكليا، ولكن يكون هناك انخفاض في وظائف الكلى. تنتج عن قصور كلوي تالٍ للقصور الكبدي في التشمع. تكون الكليتان طبيعيتين من حيث البنية الداخلية، ويعتقد أن القصور الكلوي ناجم عن اضطراب الجريان الدموي الجهازي بما في ذلك تدهور الجريان الدموي الكلوي. تحدث متلازمة الكبدية الكلوية في المراحل المتقدمة من التشمع المترافق دائمًاً مع الحبن، وهي تتميز بغياب البيلة البروتينية أو الرسابة البولية الشاذة، ويكون معدل إطراح الصوديوم البولي أقل من 10 ميلي مول في اليوم ونسبة أسمولالية البول على أسمولالية البلازما تزيد عن 1.5.من المهم أن ننفي نقص الحجم وذلك بقياس الضغط الوريدي المركزي وتسريب المحاليل الغروانية مثل محاليل الألبومين البشري للحفاظ عليه بحدود 0-5 سم ماء.
قد تتضاعف الآفة الكبدية الوخيمة مهما كان سببها بشكل خاص من القصور الكلوي الوظيفي ويطلق على هذه الحالة اسم المتلازمة الكبدية الكلوية. وتترافق هذه المتلازمة في كل الحالات تقريباً بوجود الحبن.
تبقى الكليتان سويتين نسجياً في الحالات النموذجية وتحتفظان بقدرتهما على استعادة وظيفتهما تماماً في حالة شفاء الوظيفة الكبدية. يتميز الخلل الوظيفي الكلوي بنقص معدل الترشيح الكبي، وقلة البول، وانخفاض الصوديوم في البول ( أقل من 10 مك /ليتر )، والآزوتمية، وارتفاع نسبة آزوت اليورية الدموية إلى الكرياتينين.وتُعد متلازمة الكبد الكلوية، حالة مرضية خطيرة تهدد حياة الإنسان إذا أصيب بها. لكن الأسباب المباشرة للإصابة بها هو التدهور السريع في وظائف الكلى وإصابة الأفراد بتليف الكبد أو المداهم (فشل الكبد). على الرغم من العلاجات المختلفة لأعراض وأسباب هذه المتلازمة، مثل غسيل الكلى والعلاج بالأدوية، فإن الإصابة بالمتلازمة الكبدية الكلوية لها مضاعفات شديدة، عادة ما تكون قاتلة ما لم يتم تجرى عملية زرع للكبد، لأن أسباب حدوث هذا الشرط هي خلل في أجهزة حساسة ومهمة في جسم الإنسان؛ مثلاً يحدث الفشل الكلوي الحاد بسبب تليف الكبد وانخفاض مستوى وظائف الكلى وارتفاع ضغط الدم، ما يؤدي إلى تقليص إنتاج البول، نتيجة لانخفاض التخلص من البول وتغير لونه وتراكم النيتروجين في الدم. ويتميز هذا المرض بأعراض بدائية كاصفرار الجلد، زيادة في الوزن، انتفاخ البطن، تغيرات في الحالة النفسية، الخرف، التوتر، حركات لا إرادية، غثيان، تقيؤ. وتتطور هذه الأعراض ليحدث تليف الكبد، والتهاب الكبد الكحولي، وفشل كبدي حاد، والعدوى والنزيف المعوي، نقص ضغط الدم.
إن تراجع الوظيفة الكلوية يتلو غالباً أحد الأحداث الثلاثة الرئيسية عند المريض المصاب بالتشمع مع الحبن مثل:الخمج، أو المعالجة الشديدة بالمدرات من أجل إنقاص الحبن، أو بزل كمية كبيرة من سائل الحبن.
تتطور المتلازمة الكبدية الكلوية تدريجياً في العادة وتنتهي بالوفاة. ولايتم تشخيص هذه المتلازمة إلا بعد نفي استنفاذ حجم البلازما ( وهو سبب شائع وعكوس للآزوتمية عند المرضى المصابين بالتشمع وبخاصـة أولئك الذين يستعملون المدرات ) والأشكال الأخرى من إصابات الكلية الحادة.
يشمل علاج المتلازمة الكبدية الكلوية إعطاء الدوبامين (1-2 مكغ/كغ/د) لتحسين الجريان الدموي الكلوي وبالتالي تحريض الإدرار لاحقاً.يجب الحد من تحطم البروتينات الداخلية والحد من شدة اليوريميا وذلك بتحديد الوارد من البروتين لقيمة 20 غ/اليوم وإعطاء 300 غ من الكربوهيدرات يومياً.يعتمد الشفاء على تحسن الوظيفة الكبدية ولكن ذلك يحدث نادراً عند المصابين بالداء الكبدي المزمن. ووفقاً لذلك نجد أن الإنذار سيء جداً ما لم تجرَ عملية زرع الكبد.

## التصنيف

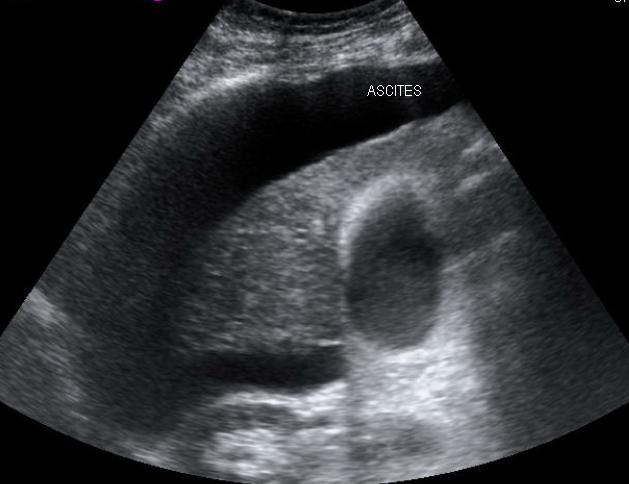
تظهر الموجات فوق الصوتية استسقاء باعتبارها منطقة مظلمة في البطن (كما هو موضح في هذا البطن الموجات فوق الصوتية) في تشمع الكبد وهذا هو صهر للاستخدام مدر للبول الأدوية ويرتبط مع نوع 2 ساعة.

تصنف متلازمة الكبدية الكلوية بأنها نوع خاص ومشترك لمرض الفشل الكلوي والتي تؤثر على الأفراد الذين لديهم أمراض في الكبد. أهمها وأكثرها شيوعا، تليف الكبد ،وأقل درجة شيوعا هو عند المصابين بفشل الكبد مداهم. إن تصنيف متلازمة الكبدية الكلوية يحدد فئتين من حالة الفشل الكلوي، فئة نوع أول1  وفئة  نوع ثاني 2 ، وكلا الفئتين تحدث في الأشخاص الذين يعانون إما تليف الكبد أو فشل الكبد مداهم. وفي كلتا الفئتين، تدهور وظائف الكلى إما عن طريق ارتفاع مستوى الكرياتينين في الدم، أو عن طريق خفض إزالة الكرياتينين في البول.

### النوع الأول
يتميز النوع الأول في متلازمة الكبدية الكلوية عن الفشل الكلوي التدريجي بأن تطوره أسرع ومضاعف، حيث تتضاعف نسبة الكرياتينين في مصل الدم إلى مستوى أكبر من 221 ميكرومول / لتر (2.5 ملغ / دل) أو بنسبة النصف من تصفية الكرياتينين أقل من 20 مل / في الدقيقة على مدى فترة تمتد إلى أقل من أسبوعين. التكهن بحالة الأفراد المصابين بالنوع الأول ما زالت قاتمة بشكل خاص، مع معدل وفيات يزيد عن 50% بعد شهر واحد من الإصابة. المرضى الذين يعانون من النوع الأول، عادة ما يكون لديهم انخفاض في ضغط الدم، وربما يتطلب علاجهم بأدوية مقويات التقلص العضلي لتحسين قوة تقلص عضلة القلب أو الأدوية الأخرى للحفاظ على ضغط الدم (قابضات الأوعية).

### النوع الثاني
النوع الثاني في متلازمة الكبدية الكلوية، يعد أبطأ في الظهور والتطور من النوع الأول. ويتميز في زيادة مستوى الكرياتينين في مصل الدم ل> 133 ميكرومول / لتر (1.5 ملغ / دل) و تصفية الكرياتينين يكون أقل من 40 مل / في دقيقة، والصوديوم في البول <10 ميكرومول / لتر. هذا النوع يحمل نظرة الفقراء، أي ان المناطق الفقيرة صحيا واجتماعيا معرضة للإصابة بهذا المرض. مع بقاء متوسط حياة المريض إلى ما يقرب من ستة أشهر ما لم يخضع الفرد لزرع الكبد. ويعتقد أن النوع الثاني جزءا من طائفة من الأمراض المرتبطة بزيادة الضغوط في الدورة الدموية للوريد البابي، والتي تبدأ مع تطور السوائل في البطن (الاستسقاء). تواصل الطيف مع استسقاء لمدر للبول، حيث الكلى تكون غير قادرة على إفراز الصوديوم الكافي والذي يقوم بمسح السائل حتى مع استخدام الأدوية المدرة للبول. معظم الأفراد المصابين بالنوع الذاني تكون البداية لديهم باستسقاء مقاومة لمدر البول ثم تتطور الحالة ويبدا التدهور في وظائف الكلى.

## الأسباب
متلازمة الكبدية الكلوية هو اعتلال الكلى الثانوية الناجمة عن تليف الكبد، وعادة ما تصيب الأفراد الذين يصابون بتليف الكبد وضغوط مرتفعة في نظام الوريد البابي (أو ما يسمى بوابة ارتفاع ضغط الدم).ومتلازمة الكبدية الكلوية قد تتطور في أي نوع من تليف الكبد، والذي يعد أكثر الأسباب شيوعا في الأشخاص الذين يعانون من تليف الكبد الكحولي، لا سيما إذا كان التهاب الكبد الكحولي يصاحبه خزعات الكبد. متلازمة الكبدية الكلوية يمكن أيضا أن تحدث في الأفراد الغير مصابون بتليف الكبد، وانما أيضا عند الذين لديهم بداية حادة من مرض فشل الكبد، وفشل الكبدي المداهم.
وقد تم تحديد مسببات معينة لمتلازمة الكبدية الكلوية في الأفراد الضعفاءالذين يعانون من تليف الكبد أو الفشل الكبدي المداهم. وتشمل هذه العدوى البكتيرية، التهاب الكبد الكحولي الحاد، أو النزيف في الجهاز الهضمي العلوي. التهاب الصفاق الجرثومي العفوي، والذي هو عبارة عن إصابة استسقاء السوائل، الأكثر شيوعا في التليف الكبدى.و يمكن في بعض الأحيان أن يكون صبب الإصابة بمتلازمة الكبدية الكلوية بواسطة العلاجات المضاعفة لأمراض الكبد: وتشمل مسببات مدرة للبول أو إزالة كميات كبيرة من السوائل عن طريق بزل الاستسقاء من تجويف البطن دون التعويض عن خسائر السوائل عن طريق الوريد استبدال. وللباراسيتامول من جراء تناول جرعة مفرطة. ويمكن أن تؤدي الجرعة المفرطة إلى فشل كبدي يؤدي للموت في غضون أيام مالم يُعالج المصاب في الحال.لايزال التسمم بالباراسيتامول هو السبب الأكثر شيوعاً للفشل الكبدأي الحاد في الولايات المتحدة وبريطانيا.
متلازمة الكبدية الكلوية تحدث عندما يكون هناك انخفاض في وظائف الكلى في شخص يعاني من اضطرابات في الكبد، وعندما تعطل الكبد، العديد من المواد التي يمكن أن تقوم بعملية توسيع الأوعية الدموية، مثل البروستاجلاندين، أكسيد النيتريك، الجلوكاجون، سوف تكون خارجة عن السيطرة في الكبد. وهذا يؤدي إلى عدم كفاية الدم من الاوكسجين، مما يؤثر على وظائف الكلى. ويؤدي إلى اضطرابات في الكبد وأضرار في الكلى. عوامل الخطر تكون في اضطراب تحدث عند كل شخص واحد من عشرة أشخاص مصابون بفشل الكبد، وعوامل الخطر للحصول على تعويضات الكلى، بما في ذلك: العدوى، فشل الكبد الحاد، تليف الكبد، التهاب الكبد الكحولي، السوائل في البطن، النزيف المعوي، استخدام حبوب منع الحمل.

### تدهور الكبد

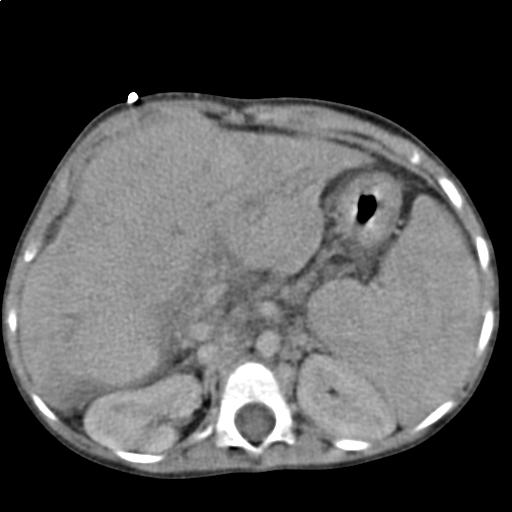
تشمع الكبد كما يظهر في التصوير المحوري المقطعي على محوري للبطن

.ومن اسبابه تليف الكبد.الذي يعرف بموت خلايا الكبد مع تجدد خلايا في غير موضعها بشكل غير منتظم يؤثر على وظيفتها مع حدوث تليفات بينها.و مسببات تليف الكبد كثيرة وأهمها الإصابة المزمنة بفيروسات الكبد وخاصة بى وسى، ومن الأسباب الأخرى إدمان الكحوليات واختزان الحديد في الجسم ومرض ويلسون والتهاب الكبد المناعى وتليف الكبد الصفراوي، كما يمكن الإصابة بالتليف الكبدى نتيجة مضاعفات أمراض أخرى مثل احتقان عضلة القلب المزمن وجلطة الوريد الأجوف السفلى وانسداد القنوات المرارية خارج الكبد مثل أمراض البنكرياس.

### أمراض الكلى

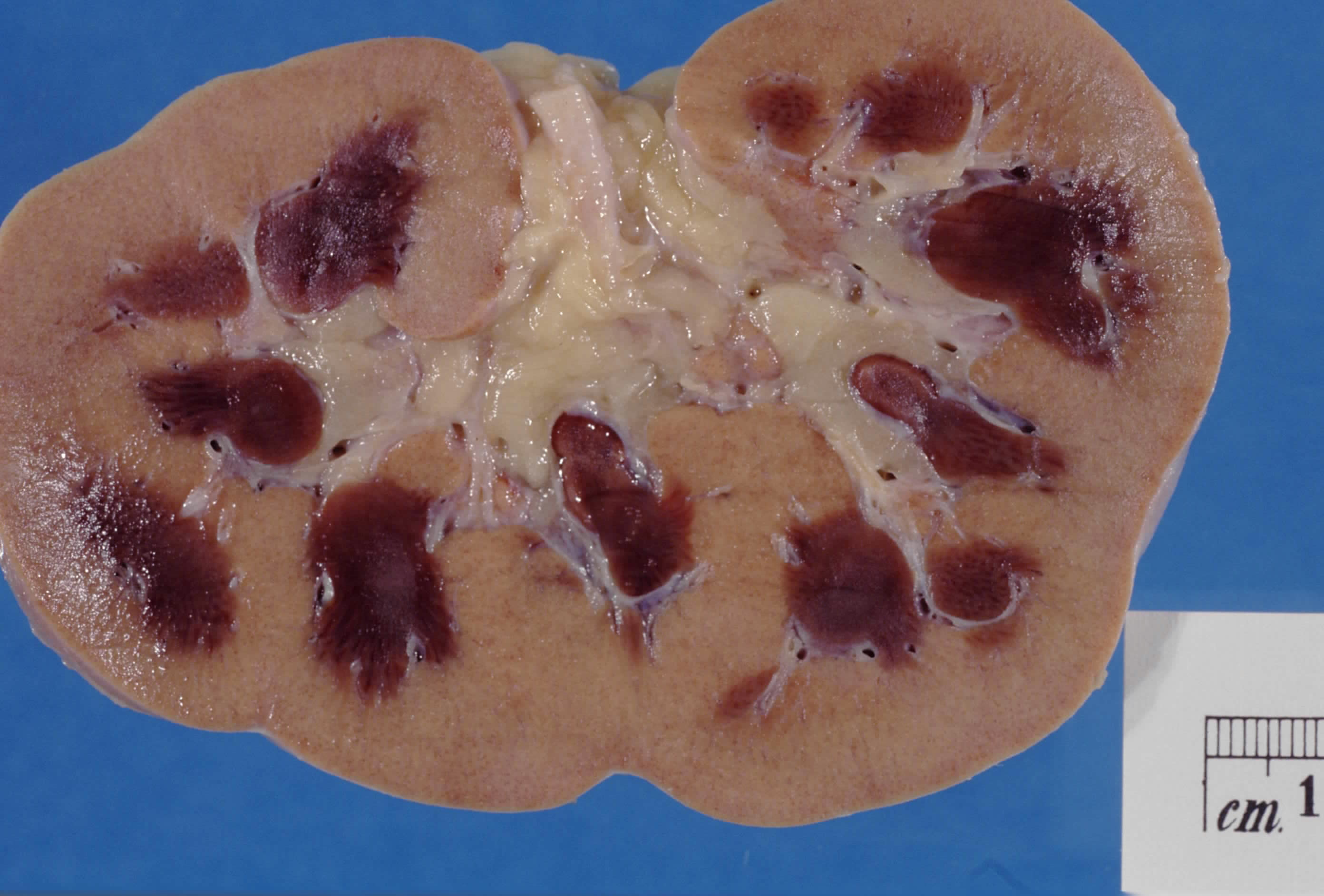
صورة لكلية مريض مات بسبب فشل كلوي حاد. يلاحظ فيها شحوب القشرة مقارنة بمنطقة الأنسجة اللبية الحية.

وتتخلص أمراض الكلى والجهاز البولي عامة في نوعين إما أن تكون هذه الأمراض حادة أو تكون مزمنة. (أنظر أيضا مرض الكلى المزمنة،مرض الكلى الحاد)،واسبابها كثيرة منها: نقص حجم الدم، فشل وظيفة الكبد،العدوى، استقساء، اعتلال الكلى الإسكيمي، متلازمة انحلال الدم اليوريمي، الإتهاب الوعائي، تصلب الكبيبات البؤري القطاعي، التهاب الكلية، اعتلال الكلية السكري، التهاب الكلية الذئبي.

### التهاب الصفاق الجرثومي العفوي
التهاب الصفاق الجرثومي العفوي(بالإنجليزية: Spontaneous bacterial peritonitis)ويقدر أن لا يقل عن 30% من المرضى الذين يعانون من البكتيريا الصفاق الجرثومي العفوي، ييصابون بمتلازمة الكبدية الكلوية. وقد افترض أن الإنتان في تليف الكبد يؤدي زيادة إنتاج بروتين سيتوكين، والذي بدوره يحفز إنتاج- أكسيد النيتريك وموسعات أخرى، مما يسبب في مزيد من توسع الأوعية الشريانية. وهذا يءدي إلى الإصابة بالسموم البكتيرية العفوية.

## المضاعفات المحتملة
• جلطات الدم: عدم قدرة الكبيبات على تصفية الدم بشكل صحيح يمكن أن تؤدي إلى فقدان بروتينات الدم التي تساعد على منع تخثر الدم. هذا يزيد من خطر تطوير تجلط الدم (الجلطة) في عروقك.
• نسبة الكولسترول العالية في الدم وارتفاع الدهون الثلاثية في الدم. عندما يكون مستوى بروتين الألبومين في الدم يهبط، الكبد يزيد من الزلال. في الوقت نفسه، الكبد يفرز المزيد من الكولسترول والدهون الثلاثية.
• سوء التغذية: فقدان البروتين في الدم أكثر من اللازم ممكن أن يؤدي إلى سوء التغذية. وهذا يمكن أن يؤدي إلى فقدان الوزن، ولكن قد يكون مغطى بالتورم (الانتفاخ).
• ارتفاع ضغط الدم: الأضرار التي لحقت بالكبيبات الخاصة بك وتراكم النفايات الناتجة في مجرى الدم (تبولن الدم) ممكن أن ترفع ضغط دمك.
• الفشل الكلوي الحاد: إذا الكليتين فقدت قدرتها على تصفية الدم بسبب الأضرار التي لحقت بالكبيبات، قد منتجات النفايات تتراكم بسرعة في الدم. إذا حدث هذا، قد تحتاج لغسيل الكلى في حالات الطوارئ - وسيلة مصطنعة لإزالة السوائل والفضلات من الدم - وتستخدم عادة مع جهاز الكلى الصناعية (دياليزر)
• الفشل الكلوي المزمن: قد تسبب المتلازمة الكلوية الكلى فقد تدريجي لوظيفة الكلى مع مرور الوقت. إذا وظائف الكلى هبطت بشكل منخفض بما فيه الكفاية، قد تحتاج لغسيل الكلى أو زرع الكلى.
• الإصابات. الناس المصابين بالمتلازمة الكلوية تزيد لديهم مخاطر العدوى.

## علامات وأعراض
الأعراض في متلازمة الكبدية الكلوية تتطور، وقد تشعر ببعض الأعراض، وعلى النحو التالي، مثل انتفاخ في البطن، وتقليل كمية البول والغثيان والقيء، وزيادة الوزن والبول الداكن اللون، خشن حركة العضلات، والارتباك والهذيان والجلد الأصفر الخ. علاج وينبغي لعلاج المتلازمة الكلوية الكبدية تتعامل مع وظائف الكبد ويساعد على خفض قلبك على ضخ الدم الكافي لأجهزة الكمبيوتر الأخرى، بما في ذلك الكلى. يمكن استخدام العلاج المحافظ بما في ذلك غسيل الكلى، والأدوية، مثل أكترئتید octreotide وميدودرين midodrine، أو الدوبامين لتحسين ضغط الدم وبشكل مؤقت للمساعدة في الكليتين تعمل على نحو أفضل، لعملية جراحية لوضع التحويلة (يسمى تحويلة ليفين) من مساحة البطن (قد الصفاق) إلى حبل الوريد أيضا تخفيف بعض من أعراض الفشل الكلوي. إلى جانب ذلك، تم اقتراح الأعشاب الصينية وظيفته لتسريع دوران الدم والعرض مع كمية كافية من الدم والاوكسجين إلى الكبد والكلى، مما يساعد على تحسين وظائف الكلى.
- اضطراب في الكبد: اليرقان ،سؤ التغذية، انتفاخ البطن والآنتفاخ الناجم عن الاستسقاء ،تغير في الحالة الذهنية.[10]
- ضعف الكلى: قلة البول مثل انخفاض حجم البول.
- العدوى في البطن يحدث نتيجة لتراكم السوائل (استسقاء). في بعض الحالات، قد يكون لدى المرضى تجربة صدمة نقص حجم الدم، وذلك بسبب تسرب السائل من الدورة الدموية.

نسبة خطر الموت في متلازمة الكبدي عالية جدا، ومعدل وفيات الأفراد مع نوع النوع الأول لهذه المتلازمة أكثر من 50% على المدى القصير، على النحو الذي يحدده تاريخ الإصابة. خيار العلاج الوحيد طويل الأجل لمثل هذه الحلالة هو زراعة الكبد.، والمصابين بهذه الحالة غالبا ما يتلقون العلاجات الأخرى التي تعمل على تحسين حالة الشذوذ في عمل الأوعية الدموية، بما في ذلك الرعاية الداعمة مع الأدوية، أو الإدراج من خلال خزعة خزعة الوداجي داخل الكبد، الذي هو تحويلة صغيرة توضع على خفض ضغط الدم في الوريد البابي. قد تتطلب لدى بعض المرضى غسيل الكلى لدعم وظائف الكلى، أو دعا تقنية أحدث غسيل الكلى والذي يستخدم دائرة غسيل الكلى مع زلال الأغشية متجهة إلى ربط وإزالة السموم تطهيرها عادة من قبل الكبد، وتوفير وسيلة لفي دعم الكبد خارج الجسم مثل غسيل الكلى حتى يمكن إجراء الزرع.
- -اعتلال عضلة القلب في التليف الكبدى والتي تسببها عوامل مثل الإفراج عن السموم الداخلية والمزيد من المواد الفعالة بيولوجيا مثل السيتوكينات الالتهابية، وأكسيد النيتريك، وأول أكسيد الكربون وغيرها، نتيجة لعدوى بكتيرية التي تسبب ضعف في وظيفة القلب في المرضى الذين يعانون من مراحل معينة من امراض الكبد.[35]

## التشخيص
يمكن أن يكون هناك أسباب كثيرة من الفشل الكلوي عند الأفراد المصابين بتليف الكبد أو الفشل الكبدي المداهم. وبناءً على ذلك، فإنه يجب تحديد السبب للتمييز بين متلازمة الكبدية الكلوية وغيرها من الكيانات والامراض الأخرى التي تسبب الفشل الكلوي في تحديد أمراض الكبد المتقدمة. ونتيجة لذلك، تم وضع معايير رئيسية وثانوية إضافية للمساعدة في تشخيص متلازمة الكبدية الكلوية.
- المعايير الرئيسية: وتشمل المعايير الرئيسية أمراض الكبد مع ارتفاع ضغط الدم البابي؛ الفشل الكلوي، عدم وجود صدمة، لا يوجد عدوى، والأدوية المستعملة مؤخراً من قبل المريض والتي قد تؤثر على وظيفة الكلى (nephrotoxins)، ونقص السوائل، وعدم وجود تحسن ملحوظ في وظائف الكلى على الرغم من العلاج بالمحلول الملحي (مع 1.5 لتر من محلول ملحي في الوريد)، وعدم وجود بيلة بروتينية (البروتين في البول)، وأيضاً عدم وجود مرض كلوي كما يلاحظ في التصوير من قبل الموجات فوق الصوتية.[36]
- المعايير البسيطة: وتشمل في التشخيص: انخفاض كمية البول (أقل من 500 مل في اليوم الواحد)، وتركيز منخفض للصوديوم في البول أقل من 130 مليمول/لتر، غياب لخلايا الدم الحمراء في البول.[20]

وتشترك العديد من الأمراض الأخرى في أمراض الكلى والكبد، ولكن يجب أن يستبعد قبل اتخاذ إجراءات التشخيص لمتلازمة الكبدية الكلوية، الأفراد المصابون بفشل الكلوي والذين لم يكن لديهم أضرار لحقت بالكلى، كما هو الحال عند الأفراد المصابين بمتلازمة الكبدية الكلوية، والذي يكون لديهم عادة اختلال وظيفي كلوي بسبب انخفاض تدفق الدم إلى الكليتين. وأيضاً على غرار متلازمة الكبدية الكلوية ففي حالة الفشل الكلوي فإنه يحتوي على تركيز منخفظ جدا للصوديوم في البول. وعلى النقيض من شرط المتلازمة الكبدية الكلوية، فإن الفشل الكلوي عادة ما يستجيب للعلاج مع السوائل الوريدية، التي تؤدي إلى انخفاض الكرياتينين في مصل الدم وزيادة إفراز الصوديوم. ان التشخيص بطريقة النخز الأنبوبي الحاد (ATN) ينطوي على بعض أضرار قد تلحق بأنابيب الكلى، ويمكن أن يكون هناك مضاعفات في الأفراد الذين يعانون من تليف الكبد، وذلك لأن التعرض للأدوية السامة أو حدوث تطور في انخفاض ضغط الدم، بسبب الأضرار التي لحقت في أنابيب الكلى المتضررة والتي قد تصبح غير قادرة على افراز الصوديوم الذي يرتشف الحد الأقصى من البول عادة. بعض الالتهابات الفيروسية في الكبد، بما في ذلك التهاب الكبد B والتهاب الكبد C ويمكن أن يؤدي أيضاً إلى التهاب الكبيبة في الكلى. وتشمل الأسباب الأخرى للفشل الكلوي في الأشخاص الذين يعانون أمراض الكبد والتي تسببها سمية الدواء (لا سيما المضاد الحيوي جنتاميسين ) أو اعتلال الكلية النقيض من ذلك، الناجم عن الوريد من عوامل التباين المستخدمة في اختبارات التصوير الطبي.
هناك نوعان مختلفان من الاضطرابات الكبدية، النوع الأول الذي هو شرط الترقي بسرعة، أي أن المرض يتطور بسرعة والأعراض المصاحبة تكون أشد فعالية. والنوع الثاني الذي يكون تطور أعراضه بطيئ. ويستند تشخيص متلازمة كبدية على تحديد بعض المعايير التي تساعد في تحديد العوامل الرئيسية والعوامل الثانوية التي ترتبط مع هذا الاضطراب.
كلا نوعي المتلازمة الكبدية الكلوية يحوي حصة من ثلاثة عناصر رئيسية هي: تغيرات في وظيفة الكبد، تشوهات في الدورة الدموية، والفشل الكلوي. إذ قد لا تنتج هذه الظواهر قد بالضرورة الأعراض المرافقة للمتلازمة حتى وقت متأخر من تطورها، والأفراد الذين يعانون من متلازمة الكبدي الكلوية، عادة ما يتم تشخيص حالتهم على أساس الاختبارات المعملية المتغيرة. معظم الناس الذين يصابون بهذه المتلازمة لديهم تليف الكبد، وربما لديهم علامات وأعراض نفسية مرافقة أيضًا، التي يمكن أن تشمل اليرقان، وتغير الحالة العقلية، تغيرات في الشهية على الطعام، ووجود استسقاء، وإنتاج الاستسقاء التي هي مقاومة لاستخدام الأدوية المدرة للبول تعد سمة مميزة للأعراض. وأيضاً قلة البول، الذي هو انخفاض في حجم كمية البول الذي قد يحدث يحدث نتيجة الفشل الكلوي، مع العلم أنه في بعض الأفراد المصابين بمتلازمة الكبدية الكلوية قد يكون لديهم استمرارية في إنتاج كمية طبيعية من البول 
ينبغي أن تعامل أعراض متلازمة كبدية كما في حالات الطوارئ الطبية، لأن هذه الحالة تعد من الأمراض الخطيرة المميتة.
يمكن للمتلازمة الكبدية الكلوية أن تؤثر على الأفراد الذين يعانون من تليف الكبد (بغض النظر عن السبب)، ومنها الشديد مثل التهاب الكبد الكحولية، أو فشل كبدي خاطف، ويحدث عادة عندما تتدهور وظائف الكبد بسرعة بسبب اصابة حادة مثل وجود عدوى، النزيف في القناة الهضمية، أو الإفراط في استخدام الأدوية مدرة البول.
| الفئة | الأسباب                                    | الأعراض | الفئات المستهدفة                                                        | الصفات              | العلاج                                               |
| ----- | ------------------------------------------ | --- | ----------------------------------------------------------------------- | ------------------- | ---------------------------------------------------- |
| هضمي  | الظروف الطبية الأخرى، تعاطي المخدرات، عدوى | حركة لاإرادية، هذيان، ارتباك، انخفاض التبول، عدم القدرة على التذوق، توعك، تعب، انتفاخ في البطن، غثيان، قيء، تغيّر لون البول، اليرقان، زيادة الوزن | توجد في الرجال، النساء، الأطفال ولكن الفئة الأكثر استهدافاً هم كبار السن | غير وراثي وغير معدي | زرع، علاج بالأدوية، توقع مصير المريض لمدة حياة قصيرة |

## الفيزيولوجيا المرضية

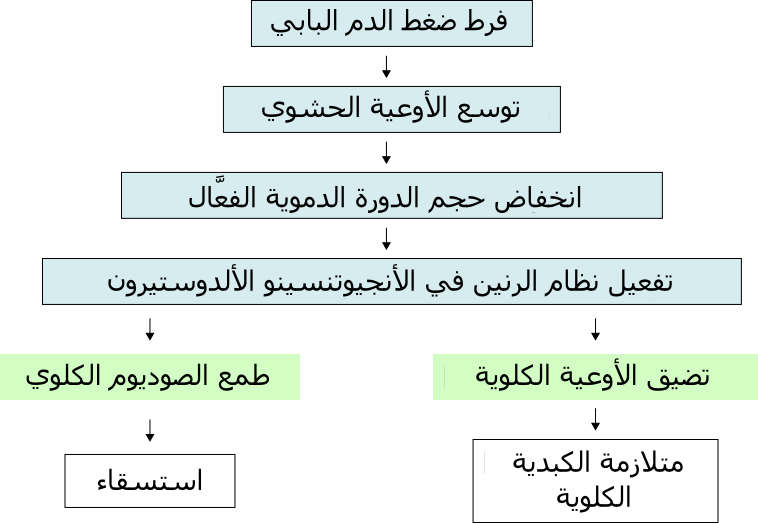
مخطط:يظهر فرط ضغط الدم البابي الذي يؤدي إلى تضيق الأوعية الحشوية، مما يقلل من فعالةجهاز الدوران. هذا ينشط جهاز الرينين أنجيوتنسين، الألدوستيرون، الأمر الذي يؤدي إلى استسقاء كلوي يسبب نقص الصوديوم ومتلازمة الكبدي بسبب تضيق الأوعية الكلوية.

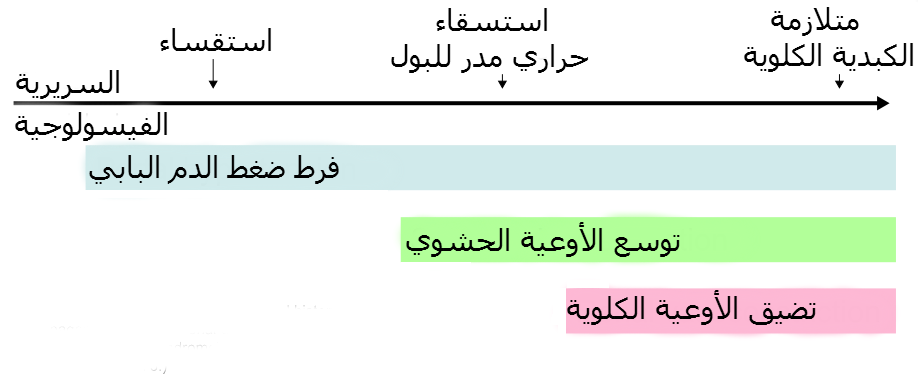
مخطط:، استسقاء مقاوم لمدر البول و هو مجموعة من المظاهر السريرية. ويرتبط بارتفاع ضغط الدم البابي و توسع الأوعية الحشوية.

ويعتقد أن الفشل الكلوي في متلازمة الكبدي ينشأ عن تشوهات في عمل الأوعية الدموية في الكلى. نصت النظرية السائدة (وهو ما يسمى نظرية تحت التعبئة-(termed the underfill theory) )، التي تقول أن الأوعية الدموية في الدورة الدموية الكلوية هي مقيدة بسبب تمدد الأوعية الدموية في تداول حشوي، والتي تمت نتيجة العوامل الصادرة عن مرض الكبد. أكسيد النيتريك ، ومن هذا العوامل المسببة البروستاجلاندين، ref name=Ginesreview/> وغيرها من المواد الفعال والمؤثرة في الأوعية.
وقد أظهرت الدراسات لتحديد هذه النظرية أن هناك انخفاض المقاومة الوعائية الجهازية الشاملة في متلازمة الكبدية الكلوية، إلا أن قياس من النتاج القلبي وحجم الدم في الأوعية، يشير إلى أن توسع الأوعية متورط في الفشل الكلوي.
نظرية تحت التعبئة-(termed the underfill) تنطوي على تفعيل نظام الرينين الأنجيوتنسين و الألدوستيرون، الأمر الذي يؤدي إلى زيادة في امتصاص الصوديوم من النبيبات الكلوية (وهو ما يسمى طمع الصوديوم) بوساطة الألدوستيرون، الذي يعمل على مستقبلات القشرانيات المعدنية في أنبوب صغير ملتوية. ويعتقد أن هذه هي الخطوة الرئيسية في التسبب في الاستسقاء وتشمع الكبد كذلك. وقد تم الافتراض بأن تطور حالة الاستسقاء في متلازمة الكبدي الكلوية هو الطيف الذي حيث يحدد توسع الأوعية الحشوية ومقاومة اللأدوية المدرة للبول.
وقد تم التخلي في الآونة الأخيرة عن نظرية وجود صلة مباشرة بين منعكس الكبد (أو نظام البوابة) والدورة الدموية الكلوية، على الرغم من العديد من التجارب في الماضي تمكنت من إثبات تضيق الأوعية الكلوية (يرافقه تغيرات في وظائف الكلى واحتباس الصوديوم والماء ) نتيجة لارتفاع ضغط الدم البابي (intrasinusoidal).

## الوقاية

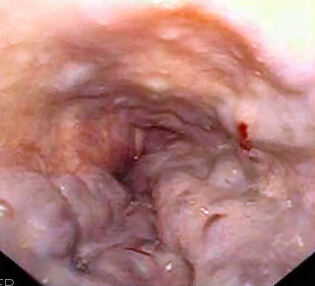
تركيبات أنبوبية طولية مع بقع حمراء في المريء و صورة المريء في وقت التنظير تظهر بشكل بارز دوالي المريء. ربما قد يكون النزيف في دوالي المريء قد تسرب في حالة المتلازمة الكبدية الكلوية في الأفراد المصابين بتليف الكبد، ويمكن منعها من خلال التشخيص المبكر والعلاج.

خطر حدوث الموت في متلازمة الكبدية الكلوية عالٍ جداً، وبالتالي، هناك تركيز كبير على تحديد المرضى الذين هم في خطر الإصابة بها، والوقاية من مسببات ظهور هذه المتلازمة. كما أن الوقاية من العدوى ( مثل عدوى بكتيريا التهاب الصفاق ) ونزيف الجهاز الهضمي على حد سواء في الأشخاص الذين يعانون مضاعفات تليف الكبد، و هي مثيرات مشتركة لمتلازمة الكبدية الكلوية، يرصد الرعاية الخاصة في الكشف المبكر والعلاج من تشمع الكبد. وينبغي تجنب استخدام العدوانية من الأدوية مدر للبول. وبالإضافة إلى ذلك، قد العديد من الأدوية التي إما أن تستخدم لعلاج مضاعفات التليف الكبدى ( مثل بعض المضادات الحيوية ) أو غيرها من الشروط التي تسبب ضعف في وظيفة الكلى و التليف الكبدى.كما يمكن إزالة استسقاء السوائل من البطن باستخدام إبرة أو عن طريق القسطرة من أجل تخفيف الآنزعاج ولكن هذا يتم من قبل الطبيب المختص. قد تسبب تغييرات في ديناميكا الدم إلى التعجيل في الإصابة بالمرض.
الأفراد المصابين بالأستسقاء ينصحون بشرب لترين من الماء يومياً.وايضا يمكن محاولة التبول عند الخلود للنوم ليلاً وبعد المعاشرة الزوجية. تجنب حدوث الإمساك لأنه يعرقل إخلاء المثانة من البول.كما يتم العلاج بواسطة استخدام المضادات الحيوية على حسب نوع الميكروب المسبب للمرض.ثم يتم إجراء فحص للبول بعد إكمال العلاج بالمضادات الحيوية للتأكد من خلوه من البكتيريا.كما هناك بعض المرضى الذين يحتاجون لدخول المستشفى وإعطاء أدوية وسوائل وريدية حتى يتم شفاؤهم في حالة التهاب الكُلى العادي.
التغييرات في النظام الغذائي الخاص بك قد تساعد على التخفيف من التعرض للمتلازمة الكبدية الكلوية. وتشمل بعض اجرأت الوقاية الغذائية في:
- تقلل من كمية الدهون والكوليسترول في النظام الغذائي والسيطرة على مستويات الكوليسترول في الدم.
- اتباع نظام غذائي قليل الملح للمساعدة في السيطرة على التورم (وذمة).
- زيادة كمية الكالسيوم التي يتم تناولها يوميا حيث كثير من الناس المرضى بالمتلازمة الكبدية الكلوية لديهم مستويات منخفضة من الكالسيوم.

### العلاج
يبدأ العلاج بتحسين وظائف الكبد والكلى والتأكد من كميات ضخ الدم من القلب، وقد يحتاج المريض لغسيل كلوي أو زرع الكلى أو زراعة الكبد.

## زرع الكبد
العلاج النهائي والمثالي لمتلازمة الكبدية الكلوية هو زرع الكبد، وهذه أفضل طريقة للعلاج. في حين أن زرع الكبد هو إلى حد بعيد أفضل خيار لمعالجة هذه المتلازمة، إلا أنه حدثت وفيات لبعض الأشخاص بعد عملية الزرع وصلت نسبتها إلى 25% في الشهر الأول بعد الزرع.، ويعتقد أن ذلك يعود إلى استخدام الأدوية السمية المؤثرة في الكلى، وعلى وجه التحديد الأدوية المثبطة للمناعة مثل السيكلوسبورين والتاكروليموس وهي معروفة بتسببها بتفاقم الخلل في وظيفة الكلى. ومع ذلك، تشير الدراسات إلى إن المرضى المصابين بمتلازمة الكبدية الكلوية الذين استفادوا من عمليات زرع الكبد تكون معدلات بقائهم على قيد الحياة لثلاث سنوات مماثلة لأولئك الذين أجريت لهم عملية زرع الكبد لأسباب أخرى.
تحسباً لمضاعفات عملية زرع الكبد، تم تحديد العديد من الإستراتيجيات الوقائية الأخرى التي قد تكون مفيدة في الحفاظ على وظائف الكلى. وتشمل هذه الإستراتيجيات استخدام تسريب الألبومين عن طريق الوريد، والأدوية (التي هي خير دليل لنظائرها مثل فاسوبريسين، والذي يسبب تضيق الأوعية الحشوي) والإشعاعية المجزئة لخفض الضغط في الوريد البابي، وأيضاً محاولة القيام بعملية غسيل الكلى تزامناً مع عملية زرع الكبد.

## تصحيح نقص حجم الدم
ان النتائج المعملية تشير إلى ان الاعراض الدموية في متلازمة الكبدية الكلوية، تشبه اليوريميا(بولينا) التي هي علامات التسمم الدموي البولي ، وقد بذلت محاولات منذ بداية جدا للتأثير على هذه المتلازمة عن طريق تصحيح نقص حجم الدم. وتم استخدام الزلال لتكثيف حجم الدم في الدورة الدموية، وهذه الطريقة كانت ناجحة لحد كبير في زيادة حجم الدم.

## العلاج الدوائي
شملت العديد من الدراسات التي أظهرت تحسنا كبيرا في وظائف الكلى في المرضى الذين يعانون من متلازمة الكبدية الكلوية في التوسع في حجم البلازما مع الزلال الذي يعطى عن طريق الوريد، أن كمية الزلال التي تدار عن طريق الوريد تختلف فالمرحلة الأولى يتم استخدام نظام من 1 غرام في كيلوغرام من الزلال في وزن الجسم عن طريق الوريد في اليوم الأول، تليها 20 إلى 40 غراما يوميا. والجدير بالذكر أن الدراسات أظهرت أن العلاج مع الزلال وحده هو أقل شأنا من العلاج مع الأدوية الأخرى بالتزامن مع الزلال.
الميدودرين (Midodrine) وهو ناهض ألفا ومناظر التماثلية من السوماتوستاتين، ويستخدم لعلاج نقص ضغط الدم وقوفا، الذي يتمثل بظهور دوران عند الآنتقال من وضعية الاستلقاء إلى الوقوف (orthostatic hypotension). ينتمي هذا الدواء لعائلة ناهضات مستقبلات الالفا الادرينية، حيث يعمل على الأوعية الدموية المحيطية ويؤدي إلى تضييقها، مما يؤدي إلى زيادة ضغط الدم. بامكان الميدودرين ان يؤدي إلى ازدياد ملحوظ في ضغط الدم، خاصة اثناء الاستلقاء، لهذا موصى بتناوله بفترة زمنية لا تقل عن 4 ساعات قبل النوم، وبالإضافة يحب مراقبة ضغط الدم اثناء العلاج. ومع ذلك، أظهرت دراسة واحدة شملت 13 مريضا يعانون من متلازمة الكبدي تحسن كبير في وظائف الكلى لديهم عندما استخدم الميدودرين تزامنا مع ادوية أخرى.
تم العثور على دواء الأورنبريسين ( ornipressin) التماثلية للفاسوبريسين في عدد من الدراسات أن يكون مفيدة في تحسين وظائف الكلى في المرضى الذين يعانون من متلازمة الكبدية الكلوية ، ولكن كان محدودا في استخدامه، لأنه يمكن أن يسبب نقص التروية الحاد إلى الاجهزة الرئيسية. وايضا دواء تيرليبريسين (Terlipressin) قد يكون مفيد لتحسين وظائف الكلى مع وجود نسبة أقل من نقص التروية. وهناك انتقاد رئيسي لجميع هذه العلاجات الطبية عدم التجانس في السكان التحقيق واستخدام وظيفة الكلى، بدلا من وفيات، كتدبير النتيجة.
الأدوية الأخرى التي تم التحقيق فيها من أجل استخدامها في علاج متلازمة الكبدية الكلوية تشمل البنتوكسيفيلين،  أسيتيل،  و الميسوبروستول.
أدوية ضغط الدم. العقاقير المسماة بمثبطات الإنزيم المحول للأنجيوتنسين تخفض ضغط الدم وكذلك تقلل كمية البروتين المفرز في البول. الأدوية في هذه الفئة تشمل بينازيبريل (لوتينسين)، كابتوبريل (كابوتين)، وإنالابريل (فاسوتيك). وتسمى مجموعة أخرى من الأدوية التي تعمل بطريقة مماثلة حاصرات مستقبلات الأنجيوتنسين الثاني، وتتضمن اللوسارتان (كوزار) و فالسارتان )ديوفان)
 حبوب المياه. حبوب المياه (مدرات البول) تساعد للسيطرة على التورم من خلال زيادة الآنتاج الكلى للسوائل. الأدوية المدرة للبول وتشمل كلوروثيازيد، هيدروكلوروثيازيد، فوروسيميد (اسيكس) أو سبيرونولاكتون (ألداكتون).
أدوية تخفيض نسبة الكولسترول في الدم، وتدعى أدوية الستاتين يمكن أن تساعد على خفض مستويات الكولسترول. وتشمل العقاقير المخفضة للكوليسترول أتورفاستاتين (ليبيتور)، فلوفاستاتين (ليزكول), لوفاستاتين (ألتوبريف، ميفاكور), برافيستاتين (برافاكول)، روزيوفاستاتين (كريستور) وسيمفاستاتين (زوكور)
مخففات الدم. وتدعى أدوية مضادات التخثر وتساعد في تقليل قدرة الدم على التخثر، وتقلل من خطر الإصابة بالجلطات الدموية. وتشمل مضادات التخثر الهيبارين أو الوارفارين (كويمادين).
أدوية تثبيط جهاز المناعة. الأدوية للسيطرة على جهاز المناعة، مثل الكورتيزون، تقلل من الالتهاب الذي يصاحب الاضطرابات في الكلى، مثل اعتلال الكلية الغشائي.
المضادات الحيوية. المضادات الحيوية يمكن أن تساعد في السيطرة على الأمراض التي تسببها البكتيريا.

## الإجرائات العلاجية

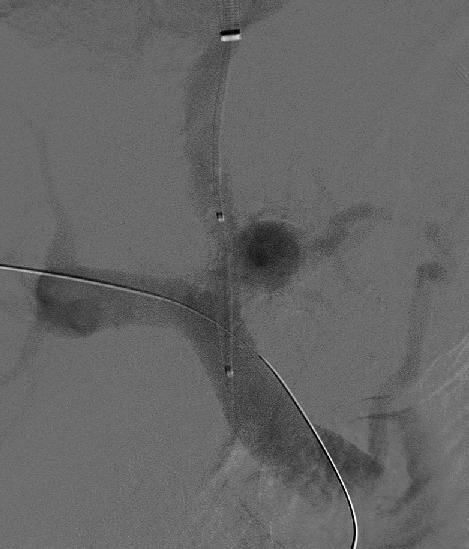
الأشعة السينية من أنبوب يتم إدراجه بين اثنين من الأوردة.

خزعة الوداجي (بالإنجليزية: transjugular) وهي خزعة تستخدم في المرضى الذين يعانون من متلازمة الكلوية يساعد على تحديد التشخيص المرضي والمعالجة الاحقة. و تنطوي هذه العملية على إزالة الضغط من ارتفاع الضغوط في بوابة الدورة الدموية عن طريق وضع الدعامات الصغيرة بين البوابة والوريد الكبدي. ويتم ذلك من خلال القسطرة الموجهة شعاعيا التي يتم تمريرها في الوريد الكبدي إما عن طريق الوريد الوداجي الباطني أو الوريد الفخذي. من الناحية النظرية، ويعتقد أن انخفاض الضغوط في البوابة يعكس الظواهر الدورة الدموية التي تؤدي في نهاية المطاف إلى تطوير متلازمة الكبدي.هذه الطيرقة لها تأثيرات جانبية خطيرة مثل حدوث نزيف دموي.
الغسيل الكلوي ينطوي على غسيل الكلى خارج الجسم لإزالة السموم من الدورة الدموية، و عادة يتم من خلال إضافة دارة غسيل الكلى الثاني الذي يحتوي على غشاء الألبومين المحدد، ولكن هذه التقنية لا تزال وليدة.
بدائل الكلويقد يكون مطلوبا في العلاج بدائل الكلوي لسد الحاجة لدى الأشخاص الذين يعانون من متلازمة الكبدية الكلوية، مثل زراعة الكبد، وعملية غسيل الكلى قد تؤدي إلى استقرار حإلى المريض. على الرغم من أن الدراسات المناسبة لاتزال جارية في البحث عن بداءل أسهل.ولكن دور العلاج ببدائل الكلوي في المرضى الذين يعانون منمتلازمة الكبدية الكلوية لا يزال غير واضح.

## علم الأوبئة
بما أن غالبية الأفراد الذين يعانون من متلازمة الكبدي مصابون بتليف الكبد، فإن الكثير من البيانات الوبائية على متلازمة الكبدية الكلوية تأتي من المصابين بالتليف الكبدي. وهذا الشرط هو الأكثر شيوعاً: وحوالي ما يقرب من 10% من الأفراد المصابين بالمرض لديهم استسقاء.
والتكهن بعلاج هؤلاء المرضى غامض بسبب ضآلة نسبة بقائهم على قيد الحياة لفترة طويلة. وقد تبين أن شدة الإصابة بالمرض الكبدي تزيد عند المرضى المصابين بالتهاب الكبد الكحولي.

## التاريخ
أول من كتب عن متلازمة الكبدية الكلوية هما فريريكس وفلينت (بالإنجليزية: Frerichs، Flint) في أواخر القرن التاسع عشر، حيث أشارت تقاريرهم الأولية عن المرض إلى أنه حالة من الفشل الكلوي تحدث في الأشخاص الذين يعانون أمراض الكبد المزمنة والصوان. ومع ذلك، تم تعريف متلازمة الكبدي الأول والفشل الكلوي الحاد الذي حدث في تحديد الجراحة الصفراوية. وهذه المتلازمة إلى حد الآن تعد بأنها مرتبطة بأمراض الكبد المتقدمة،  و في 1950م، تم تعريف المرض سريرياً من قبل شيرلوك وهيكر، (بالإنجليزية: Papper، Vessin) باعتباره مرتبطاً مع تشوهات الدورة الدموية الجهازية وارتفاع معدل الوفيات.

## وصلات إضافية
- مقالة عن متلازمة الكبدية الكلوية في الموقع الطبي ان ال ام-nlm
- بيشنت إنفو
- مقالة عنأسباب واعراض وعلاج متلازمة الكبدية الكلوية في موقع ايمديسين ميدسكيب - emedicine.medscape
- موقع حتى الآن-up to date عن متلازمة الكبدية الكلوية
- موقع مجلة سجاسن (cjasn.asnjournals) مقال عن المتلازمة الكبدية الكلوية
- متلازمة الكبدي الكلوي 20%-أوبينين
- الصحة مباشر -هيلث لاين -متلازمة الكبدية الكلوية
- ويبمد كوم / A-ى-Z-أدلة / الكبدي متلازمة